# Lion Air
PT Lion Mentari Airlines, operante come Lion Air, è una compagnia aerea a basso costo indonesiana. Con sede a Giacarta, Lion Air è la più grande compagnia aerea privata del paese, la seconda più grande compagnia aerea a basso costo nel sud-est asiatico (dopo AirAsia) e la più grande compagnia aerea dell'Indonesia.
Con Wings Air e Batik Air, il Lion Group è il più grande gruppo di compagnie aeree del paese. La compagnia aerea opera rotte nazionali e internazionali, che collegano diverse destinazioni dell'Indonesia a Singapore, Filippine, Malesia, Thailandia, Australia, India, Giappone e Arabia Saudita, nonché rotte charter verso la Cina continentale, Hong Kong, Corea del Sud e Macao, con più di 630 voli al giorno.
La compagnia aerea ha ripetutamente battuto i record per i più grandi ordini di aeromobili, come il suo ordine da 24 miliardi di dollari per 234 Airbus A320, così come il suo ordine da 22,4 miliardi di dollari per 230 aerei concorrenti da Boeing. Lion Air ha firmato un accordo con il produttore di aeromobili Boeing con sede negli Stati Uniti per cinquanta 737 MAX 10 per un valore di 6,24 miliardi di dollari nel giugno 2017. La compagnia aerea è tra i maggiori clienti di Boeing con Southwest Airlines e United Airlines. In passato è stata criticata per la cattiva gestione operativa in aree come la programmazione e la sicurezza, sebbene siano state prese misure per un miglioramento: il 16 giugno 2016 l'Unione Europea ha revocato il divieto che aveva imposto a Lion Air di volare nello spazio aereo europeo. Nel giugno 2018 ha ottenuto una valutazione di sicurezza positiva a seguito di un audit ICAO.

## Storia
La compagnia aerea è stata fondata il 19 ottobre 1999 e ha cominciato a operare il 30 giugno 2000, quando ha inaugurato il volo di linea domestico tra Giacarta e Pontianak con un Boeing 737-200. La compagnia ha inoltre intenzione di diventare membro IATA per diventare quindi il secondo vettore IATA indonesiano dopo Garuda Indonesia. Tuttavia, la prima richiesta avanzata da Lion Air di adesione all IATA è stata bocciata all'inizio del 2011 per problemi legati alla sicurezza dei suoi voli. Lion Air e Boeing stanno sperimentando l'utilizzo dei Required Navigation Performance dopo il successo dei primi test negli aeroporti indonesiani di Ambon e Manado.
Inaugurati nel febbraio 2010, Lion Air ha aumentato il numero di voli per Gedda in Arabia Saudita a cinque volte alla settimana. La tratta è stata operata da due Boeing 747-400, dotati di 496 posti ciascuno.
Il periodico specializzato Aviation Week ha riferito che Lion Air avrebbe avuto in programma di creare una joint-venture con la compagnia aerea regionale malese Berjaya Air, tuttavia l'operazione non sarebbe stata effettuata dopo una più attenta valutazione del mercato malese che vede due grandi operatori come AirAsia e Malaysia Airlines protagonisti difficili da insidiare.
Il Ministero dei Trasporti indonesiano ha registrato il tasso di puntualità di Lion Air con un punteggio del 66,45%, ovvero il peggiore di sei compagnie campione in una valutazione effettuata tra gennaio ad aprile 2011 presso 24 aeroporti dislocati in tutta l'Indonesia. Tuttavia, le compagnie aeree che utilizzano l'aeroporto Soekharno-Hatta di Giacarta sono abitualmente soggette a numerosi ritardi per via della congestione a cui sono sottoposte le piste di quell'aeroporto.
Il 18 novembre 2011, la compagnia aerea ha annunciato congiuntamente con Boeing un ordine record di 201 Boeing 737 MAX e 29 Boeing 737-900ER, stabilendo il record per il più grande ordine singolo al mondo di 230 aeromobili per una compagnia aerea commerciale del valore di 21,7 miliardi di dollari.
Nel gennaio 2012, il Ministero dei Trasporti dell'Indonesia ha multato Lion Air perché alcuni dei suoi piloti e membri dell'equipaggio erano stati trovati in possesso di metanfetamine. Alla fine del 2011, Muhammad Nasri e altri due co-piloti furono arrestati durante una festa a Tangerang. All'inizio del 2012 un pilota è stato trovato in possesso di droghe a Makassar. Il 4 febbraio 2012, un altro pilota di Lion Air venne arrestato a seguito di un test delle urine positivo per uso di metanfetamine.
L'11 settembre 2012, Lion Mentari Airlines e la malese National Aerospace & Defence Industries Sdn. Bhd. hanno costituito una società in Malaysia per la creazione della compagnia low cost regionale Malindo Airways Sdn. Bhd. che ha cominciato le operazioni nel marzo 2013. I due partner hanno inoltre concordato di formare un'altra joint venture per fornire servizi di manutenzione di aeromobili a tutti gli aeromobili del Lion Air Group, tra cui le compagnie aeree delle joint-venture. La compagnia ha poi cambiato nome in Batik Air Malaysia.
Il 18 marzo 2013, Lion Air ha firmato un contratto per l'acquisto di 234 aeromobili Airbus per un valore di 24 miliardi di dollari e testimoniato direttamente dal presidente francese Francois Hollande. Gli aeromobili ordinati sono A320 e A321.
Lion Air aveva in programma di creare una compagnia aerea a lungo raggio chiamata Batik Air, che ha iniziato le operazioni nel 2013 con diversi Boeing 737-900ER. Lion Air ha inoltre firmato un impegno con la Boeing per ordinare cinque Boeing 787 Dreamliner per la compagnia aerea, rendendola così la prima compagnia indonesiana ad ordinare questo tipo di aeromobili dopo che Garuda Indonesia aveva annullato i suoi ordini per 10 Dreamliner nel 2010. La consegna dovrebbe essere entro il 2015. La compagnia aerea aveva anche preso in considerazione di ordinare presso Airbus degli Airbus A330, ma infine ha optato solo per l'acquisto del 787.
Nel giugno 2016 il Lion Group è stato rimosso dall'elenco dei vettori aerei soggetti a divieto operativo nell'Unione europea.
Durante la pandemia di COVID-19 in Indonesia, il Lion Group ha sospeso le operazioni fino al 1º giugno 2020. Ha nuovamente sospeso le operazioni poi il 5 giugno dopo aver scoperto che pochi passeggeri potevano fornire documenti comprovanti l'assenza di virus e che avevano un motivo di lavoro o un'emergenza familiare che richiedeva di viaggiare. Nel luglio 2020, Lion Group ha annunciato che la compagnia aerea avrebbe licenziato 2.600 lavoratori a contratto poiché la domanda continuava a diminuire drasticamente.

## Flotta

### Flotta attuale

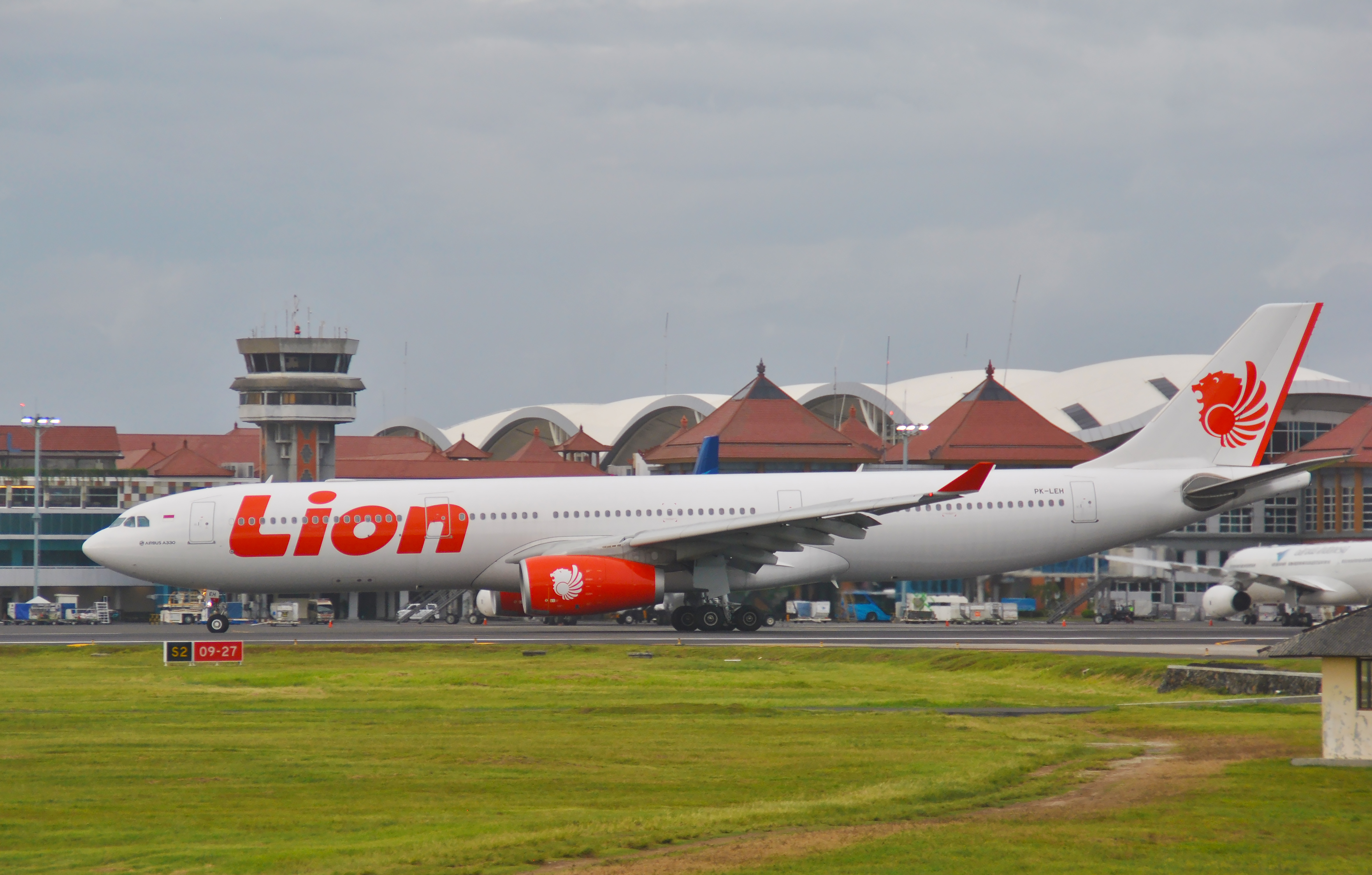
Un Airbus A330-300.

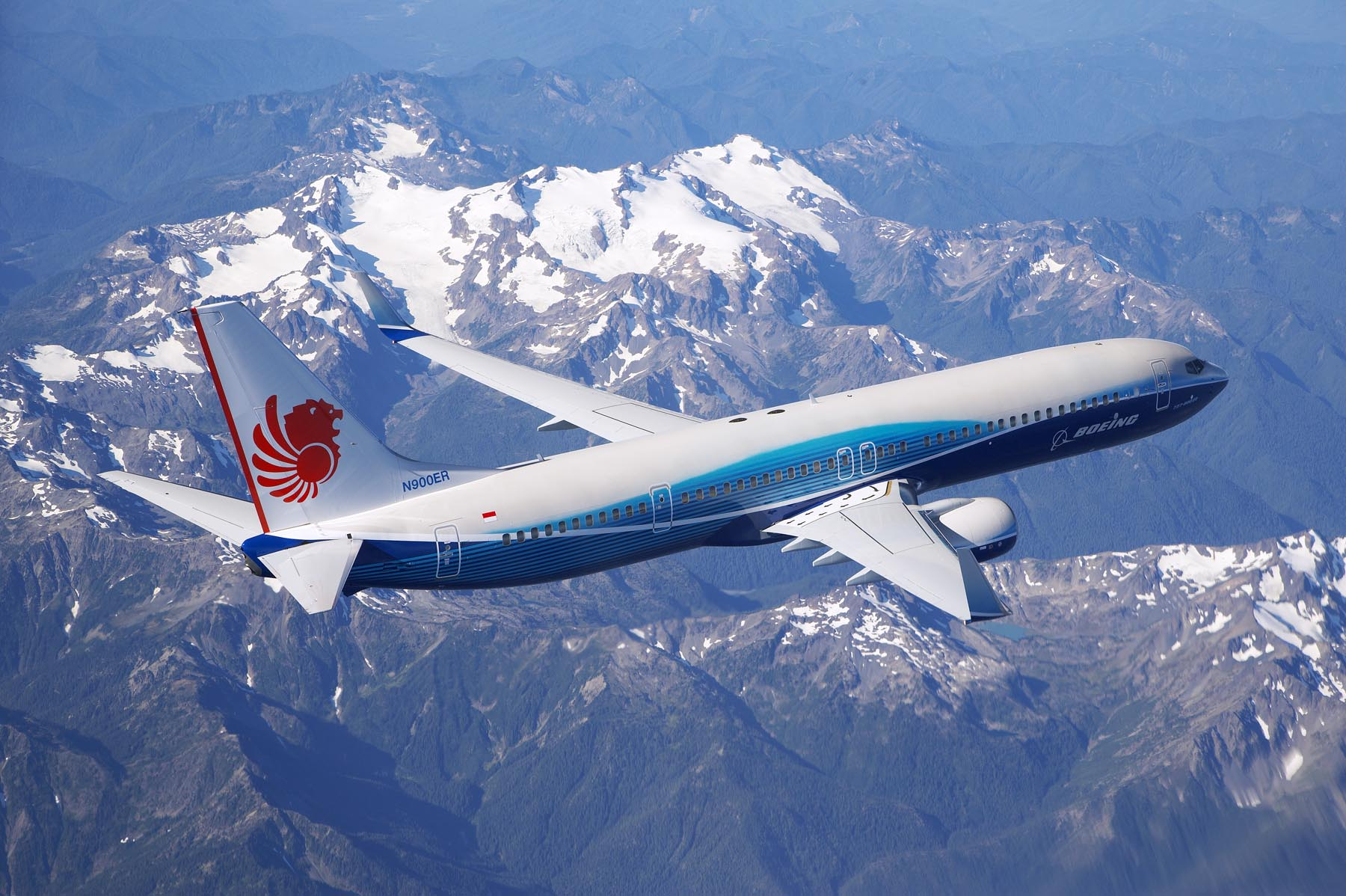
Lion Air è stata il cliente di lancio del Boeing 737-900ER, visto qui mentre operava il primo volo di questo modello di aereo.

A settembre 2024 la flotta di Lion Air è così composta:

### Flotta storica

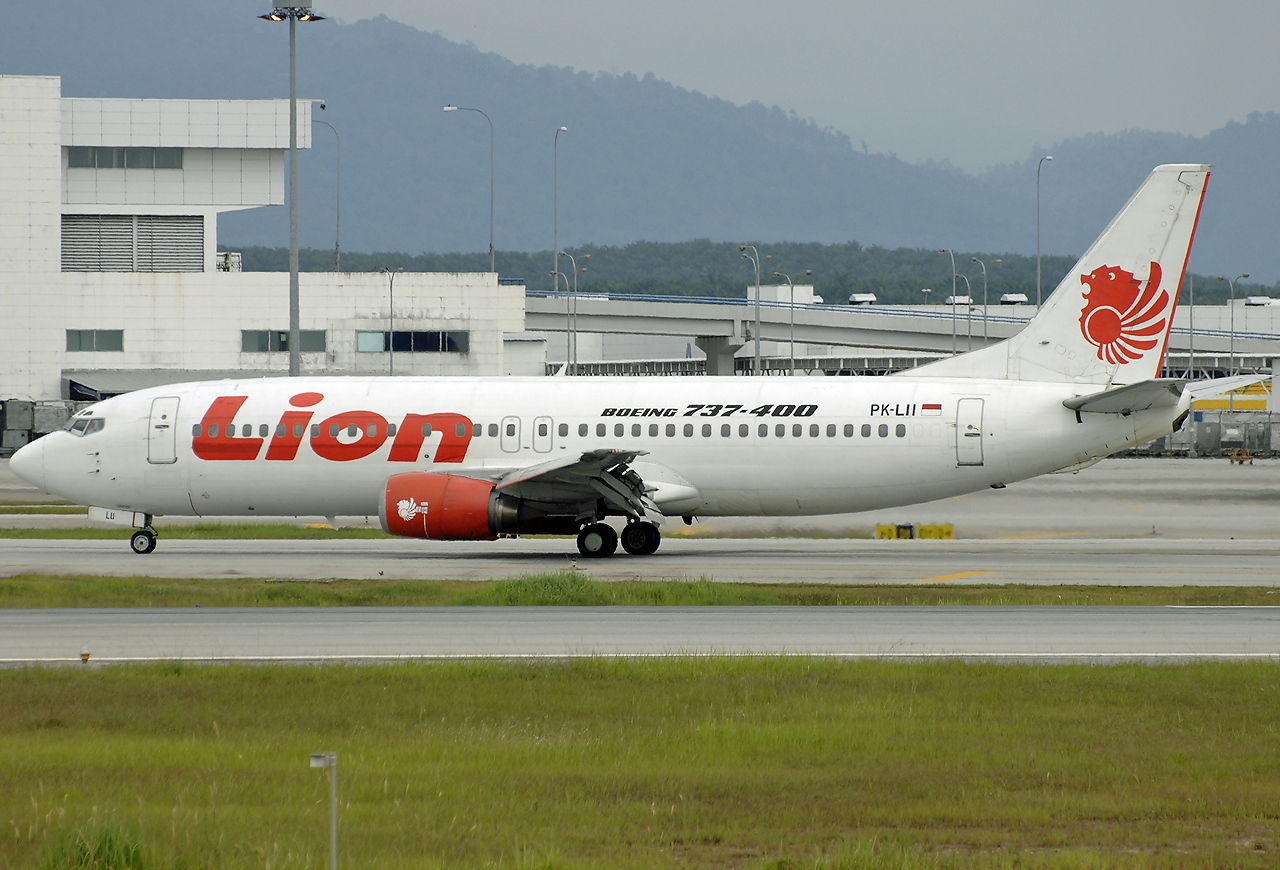
Un Boeing 737-400.

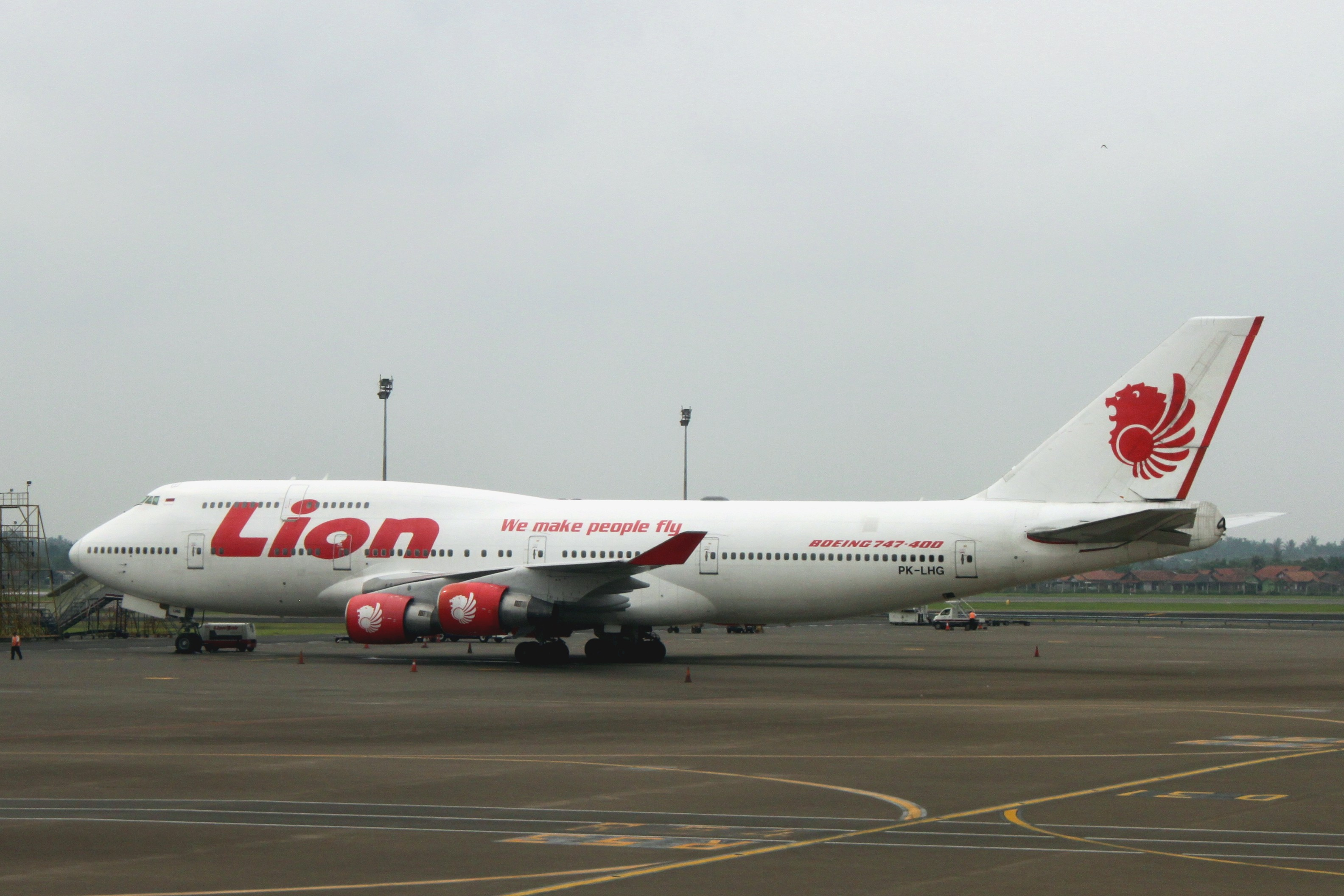
Un Boeing 747-400.

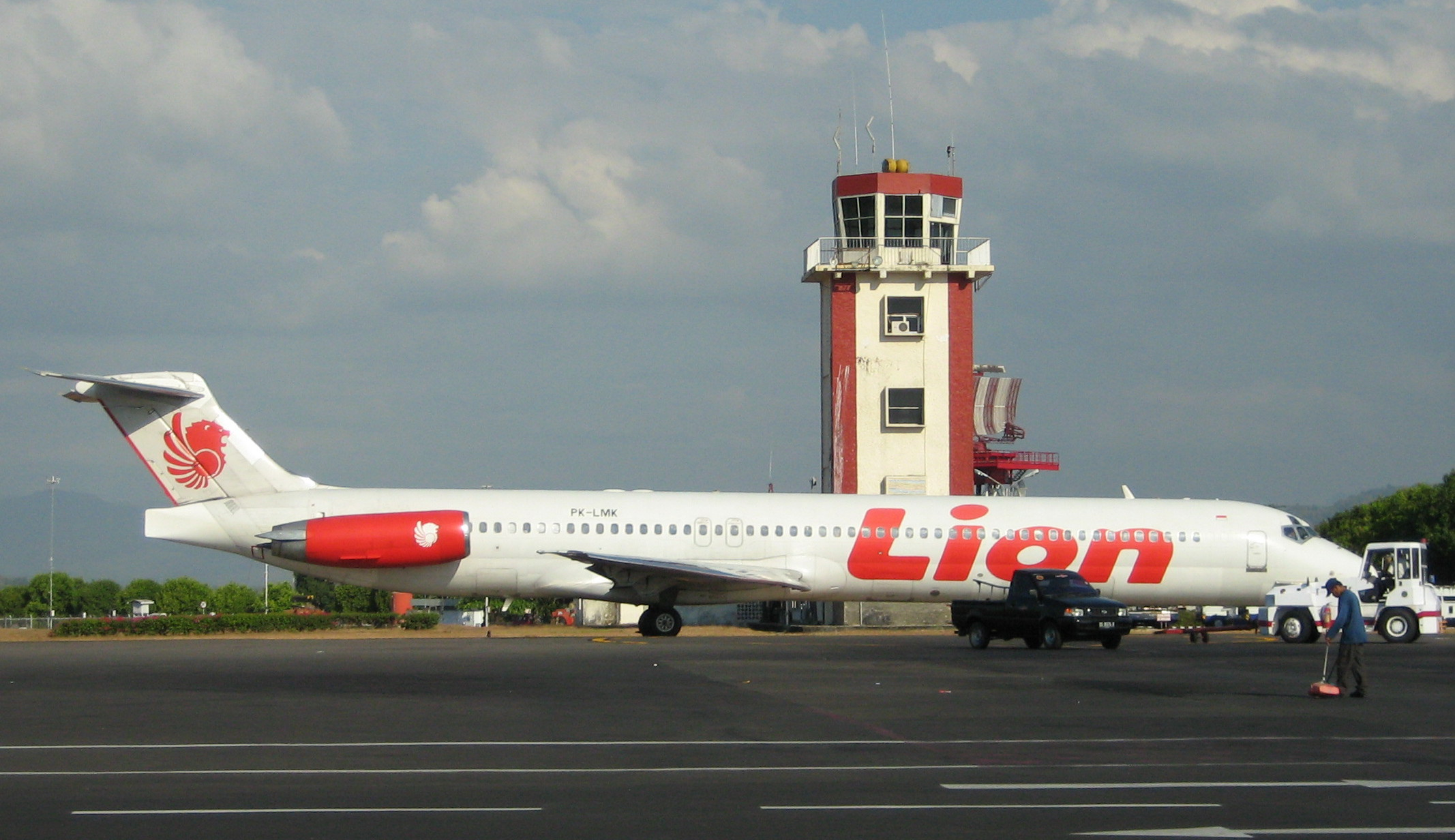
Un McDonnell Douglas MD-83.

Lion Air operava in precedenza con i seguenti aeromobili:

### Sviluppo e ordini
Lion Air è stata il cliente di lancio della variante più grande del Boeing 737, il 737-900ER, per il quale ha effettuato un ordine nel 2005. Al Paris Air Show del 2005, Lion Air ha firmato un accordo preliminare con Boeing per l'acquisto di fino a 60 Boeing 737 Next Generation, del valore di 3,9 miliardi di dollari a prezzi di listino. Lion Air ha confermato il proprio ordine nel luglio 2005 ed è diventata il cliente di lancio del Boeing 737-900ER con ordini per 30 aeromobili e opzioni per altri 30, che sono stati successivamente convertiti in ordini. Il -900ER può trasportare fino a 215 passeggeri in un layout a classe singola ed è alimentato da motori turboventola CFM56-7B. Il 27 aprile 2007, Boeing ha consegnato il primo 737-900ER a Lion Air. L'aereo è stato consegnato in uno speciale schema a doppia verniciatura che combina il logo di Lion Air sullo stabilizzatore verticale e la livrea Boeing "Dreamliner" sulla fusoliera.
Lion Air ha stabilito un record mondiale quando ha effettuato un ordine per 230 aeromobili da Boeing, rendendolo il più grande in termini di numero di aeromobili e costo. Nel novembre 2011, Lion Air e Boeing hanno annunciato che la compagnia aerea intendeva acquistare altri 29 Boeing 737 Next Generation e 201 Boeing 737 MAX, con opzioni per altri 150, per un valore di 21,7 miliardi di dollari all'epoca. Il 14 febbraio 2012 è stato firmato un ordine per il Boeing 737 MAX 9, rendendo Lion Air il cliente di lancio per quella variante. Al momento della firma, il valore dell'ordine era salito a 22,4 miliardi di dollari a prezzi di listino, il più grande ordine di aeromobili della storia.  Le consegne degli NG aggiuntivi sono iniziate nel 2014, seguite dai MAX nel 2017.
Il 18 marzo 2013 Lion Air ha effettuato un ordine per 234 A320 con Airbus, il più grande ordine singolo mai effettuato, superando il precedente record di Boeing ($ 22,4 miliardi). Il contratto, firmato al Palazzo dell'Eliseo alla presenza del presidente François Hollande e di diversi ministri del governo, valeva 18,4 miliardi di euro (24 miliardi di dollari) a prezzi di catalogo, ha affermato il presidente francese.
Nell'aprile 2018 Lion Air Group ha effettuato un ordine per 50 Boeing 737 MAX 10, per un valore di listino di 6,24 miliardi di dollari.
Tuttavia, in seguito allo schianto del volo 610 nell'ottobre 2018, Lion Air ha annunciato che tutti gli ordini Boeing sarebbero stati probabilmente annullati. La dichiarazione è stata ulteriormente rafforzata in seguito allo schianto del volo Ethiopian Airlines 302, che alla fine ha portato alla messa a terra in tutto il mondo di tutti i 737 MAX in servizio. Nei giorni successivi all'incidente del volo 302, Bloomberg News ha riferito che Lion Air stava valutando le opzioni di Airbus, avendo già rifiutato di prendere in consegna un 737 MAX che sarebbe stato consegnato a marzo 2019.
La compagnia aerea ha ricevuto il suo primo di 10 Airbus A330-900 il 19 luglio 2019, diventando il primo operatore del tipo nell'area Asia/Pacifico.
Nel luglio 2022, la compagnia ha confermato che il Boeing 737 MAX avrebbe avuto un ruolo cruciale per lo sviluppo della flotta.

## Incidenti

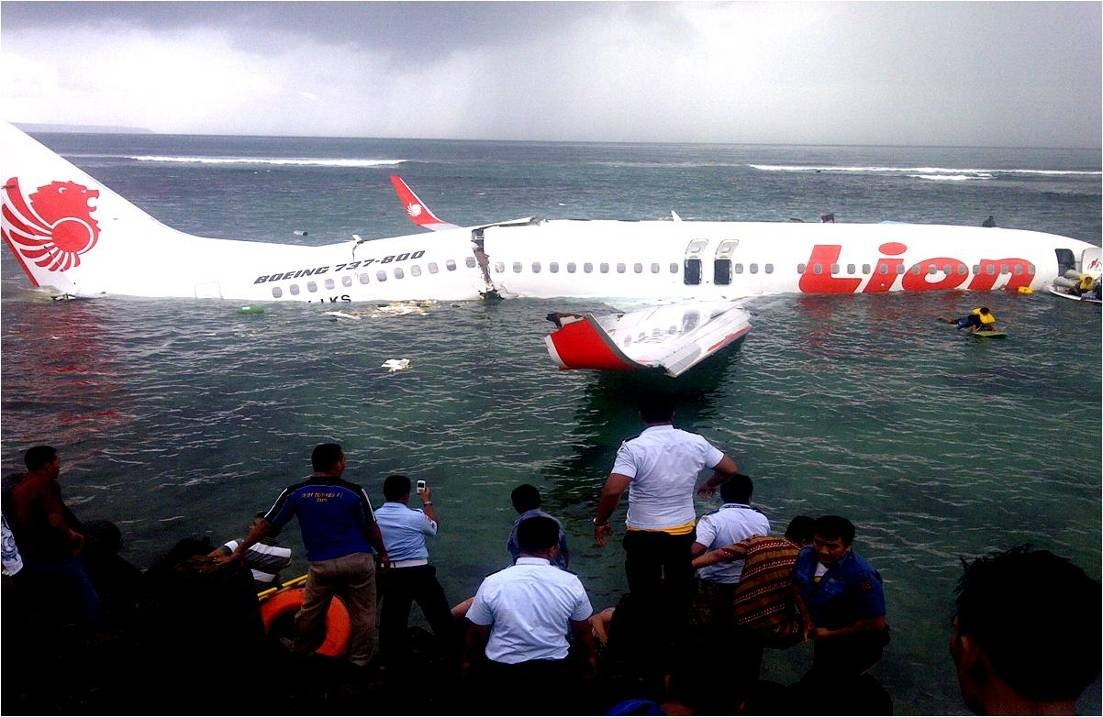
L'incidente del volo 904.

- Il 14 gennaio 2002, il volo Lion Air 386, un Boeing 737-200 (registrazione PK-LID) si è schiantato dopo aver tentato il decollo con una configurazione errata dei flap all'aeroporto Internazionale Sultan Syarif Kasim II. Tutti a bordo sono sopravvissuti ma l'aereo è stato demolito in seguito a causa dei gravi danni riportati. Questo è stato il primo incidente che ha coinvolto Lion Air.[29]
- Il 30 novembre 2004, il volo Lion Air 583, operato tra Giacarta e Surakarta da un McDonnell Douglas MD-82, è uscito di pista e si è schiantato contro un cimitero durante l'atterraggio a destinazione. 25 persone hanno perso la vita nello schianto, compreso il comandante. L'indagine condotta dal National Transportation Safety Commitee ha concluso che l'incidente è stato causato dall'aquaplaning, aggravato da un wind shear.[30]
- Il 2 novembre 2010,il volo Lion Air 712, un Boeing 737-400 (registrazione PK-LIQ) è uscito di pista durante l'atterraggio all'aeroporto di Supadio, Pontianak, fermandosi appoggiato sulla fusoliera avendo subito gravi danni al carrello. Tutti i 174 passeggeri e l'equipaggio sono stati tratti in salvo dopo l'evacuazione.[31]
- Il 13 aprile 2013, il volo Lion Air 904 è precipitato in mare a circa un chilometro dalla pista 09 dell'aeroporto di destinazione. La fusoliera del velivolo si è spezzata in due parti, e questa rottura ha causato il ferimento di 46 persone, 4 delle quali in modo grave. L'aeroporto venne chiuso per circa 90 minuti. Non ci sono state vittime.[32]
- Il 29 ottobre 2018, il Boeing 737 MAX 8 operante il volo Lion Air 610 tra Giacarta e Pangkal Pinang precipitò in mare poco dopo il decollo dalla capitale indonesiana, causando la morte di tutte le 189 persone a bordo. Questo fu il primo incidente occorso a un Boeing 737 MAX e il più grave mai accaduto ad un qualsiasi modello di Boeing 737. Il 10 marzo 2019, un altro 737 MAX, operante il volo Ethiopian Airlines 302, precipitò sei minuti dopo il decollo provocando la morte di tutte le 157 persone a bordo. Poiché gli incidenti furono molto simili, a partire dall'11 marzo 2019 tutti i paesi del mondo chiusero lo spazio aereo ai Boeing 737 MAX. A causare entrambi gli incidenti è stato un difetto di progettazione del MCAS.[33]